# Cupid (chanson des Fifty Fifty)
 (décembre 2023).
La mise en forme du texte ne suit pas les recommandations de Wikipédia : il faut le « wikifier ».
Les points d'amélioration suivants sont les cas les plus fréquents. Le détail des points à revoir est peut-être précisé sur la page de discussion.
- Les titres sont pré-formatés par le logiciel. Ils ne sont ni en capitales, ni en gras.
- Le texte ne doit pas être écrit en capitales (les noms de famille non plus), ni en gras, ni en italique, ni en « petit »…
- Le gras n'est utilisé que pour surligner le titre de l'article dans l'introduction, une seule fois.
- L'italique est rarement utilisé : mots en langue étrangère, titres d'œuvres, noms de bateaux, etc.
- Les citations ne sont pas en italique mais en corps de texte normal. Elles sont entourées par des guillemets français : « et ».
- Les listes à puces sont à éviter, des paragraphes rédigés étant largement préférés. Les tableaux sont à réserver à la présentation de données structurées (résultats, etc.).
- Les appels de note de bas de page (petits chiffres en exposant, introduits par l'outil «  Source ») sont à placer entre la fin de phrase et le point final[comme ça].
- Les liens internes (vers d'autres articles de Wikipédia) sont à choisir avec parcimonie. Créez des liens vers des articles approfondissant le sujet. Les termes génériques sans rapport avec le sujet sont à éviter, ainsi que les répétitions de liens vers un même terme.
- Les liens externes sont à placer uniquement dans une section « Liens externes », à la fin de l'article. Ces liens sont à choisir avec parcimonie suivant les règles définies. Si un lien sert de source à l'article, son insertion dans le texte est à faire par les notes de bas de page.
- La présentation des références doit suivre les conventions bibliographiques. Il est recommandé d'utiliser les modèles {{Ouvrage}}, {{Chapitre}}, {{Article}}, {{Lien web}} et/ou {{Bibliographie}}. Le mode d'édition visuel peut mettre en forme automatiquement les références.
- Insérer une infobox (cadre d'informations à droite) n'est pas obligatoire pour parachever la mise en page.

Pour une aide détaillée, merci de consulter Aide:Wikification.
Si vous pensez que ces points ont été résolus, vous pouvez retirer ce bandeau et améliorer la mise en forme d'un autre article.
Pour les articles homonymes, voir Cupid.
Albums de Fifty Fifty
"Higher" (2022) "Cupid (Twin. Ver.)" (2023)
 "Barbie Dreams" (2023)
Cupid est une chanson du groupe de filles sud-coréen Fifty Fifty.

## Histoire
Elle est sortie le 24 février 2023 dans le mini-album The Beginning : Cupid, et comprend une version coréenne, une version anglaise (intitulée "Twin version") de la chanson par les membres du groupe Sio et Aran, et une version uniquement instrumentale. Il s'agit d'une chanson inscrite dans le registre de la K-pop, mais aussi de la dance-pop, de la synth-pop et de la musique bubblegum[source secondaire souhaitée]. Cupid traite de sentiments amoureux non partagés d'une jeune femme et de la souffrance qu'elle ressent vis-à-vis de cette situation[source secondaire souhaitée].
La chanson est devenue l'une des premières d'un label discographique mineur de K-pop à connaître un succès commercial mondial après qu'une version accélérée de celle-ci soit devenue virale sur le réseau social chinois TikTok[source secondaire nécessaire]. Cupid est la première chanson de Fifty Fifty à entrer à la fois dans le Billboard Hot 100 et dans le UK Singles Chart, faisant de Fifty Fifty le groupe coréen le plus rapide à entrer dans l'un ou l'autre des charts après leurs débuts[source secondaire souhaitée]. Cupid est parvenue à atteindre la 17e place du Billboard Hot 100, où ses 10 semaines de palmarès en ont fait la chanson la plus longue d'un groupe de filles de K-pop, ainsi que la huitième place au Royaume-Uni, où Fifty Fifty est devenu le premier groupe de filles de K-pop ayant réussi à atteindre le top 10 du classement[source secondaire nécessaire]. La chanson a également atteint le top 10 des charts en Corée du Sud et en Australie tout en atteignant la première place du Billboard Global 200 américain ainsi qu'en Nouvelle-Zélande.

## Contexte, sortie et promotion

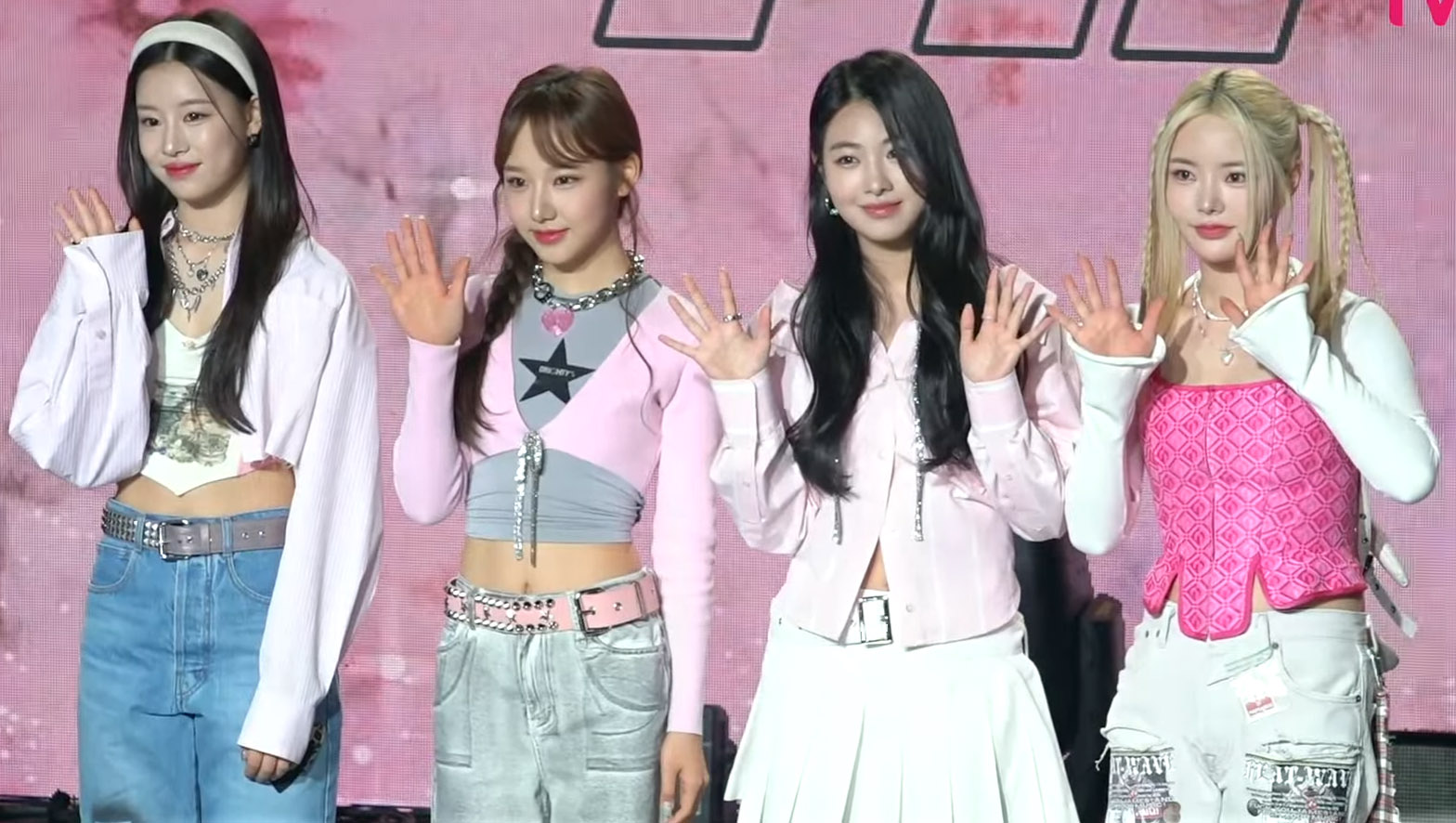
Fifty Fifty lors d'une conférence de presse en avril 2023.

Pour d'avantages d'informations concernant la formation du groupe et ses débuts, se référer à l'article dédié.
Le 15 février 2023, Attrakt a publié un calendrier sur les comptes de réseaux sociaux de Fifty Fifty, annonçant la sortie du premier album du groupe le 24 février. Il a été révélé trois jours plus tard que l'album unique The Beginning : Cupid, se compose de trois versions différentes de la chanson Cupid : sa version principale, chantée en coréen et en anglais, sa « version Twin », chantée exclusivement en anglais, et sa version intégralement instrumentale,,. La version "Twin" est nommée ainsi car, malgré des modifications mineures, elle est en grande partie identique. Cette version était destinée à rendre la chanson commercialisable et accessible à l'échelle internationale. Comme prévu, le single est sorti sur diverses plateformes musicales le 24 février 2023. Les 20 et 22 février, les teasers du clip de Cupid ont été diffusés. Le clip est sorti le 23 février, le jour même où le groupe interprétait le single pour la première fois sur scène dans M Countdown. Elles ont par la suite continué à interpréter Cupid dans plusieurs émissions de télévision musicales. Le 17 août 2023, alors en plein conflit juridique avec son agence, le groupe Fifty Fifty sors une nouvelle version de Cupid, en collaboration avec Sabrina Carpenter, et dont la majorité des paroles ont été retravaillées, à l'exception du refrain.
Cupid a été produite par Siahn, écrite par Keena et Ahin, et composé par les producteurs suédois Adam von Mentzer, Mac Felländer-Tsai et Louise Udin, qui ont tous également co-produit la chanson pour la somme de 9 000 $,. La "version Twin" de la chanson et une version accélérée sont devenues virales sur TikTok en raison d'un défi de danse lancé par le groupe. Ce dernier a été réalisé dans plus de 2,6 millions de vidéos en avril 2023,,. En mai 2023, la chanson avait été utilisée dans 8 millions de vidéos TikTok au total et avait recueilli environ 12 milliards de vues sur la plateforme. À la suite du succès viral de Cupid, Fifty Fifty et Attrakt ont signé un accord avec Warner Bros. Records dans le but de promouvoir le groupe à l'international en avril 2023. Le 8 avril 2023, une interprétation accélérée officielle de la version "Twin" a été publiée sur diverses plateformes de streaming sous le nom d'artiste Sped Up 8282 via Warner. Un CD de l'album contenant Cupid est par la suite sorti dans les magasins Target dès le mois de juin 2023.
En juin 2023, Attrakt a déposé une plainte auprès du commissariat de police de Gangnam contre Siahn et trois employés de The Givers, affirmant qu'ils avaient illégalement tenté de vendre les droits d'auteur de Cupid sans l'en informer. Siahn a publié une déclaration peu de temps après, déclarant que les droits d'auteur de Cupid leur appartenaient avant même la formation de Fifty Fifty en tant que groupe.

## Composition
Cupid est écrit en temps commun dans la tonalité de ré majeur avec un tempo de 120 battements par minute, avec les voix des membres du groupe allant d'une note grave de G 3 à une note aiguë de E ♭ 5. Il s'agit d'une chanson au son "rétro" K-pop, disco-pop, synth-pop,et bubblegum d'une durée de près de trois minutes. Ses paroles décrivent l'amour non partagé d'une jeune femme et de la souffrance qu'elle ressent vis-à-vis de cette situation,. Dans le refrain de la chanson originale coréenne, le groupe chante : « J'ai donné une seconde chance à Cupidon/Je t'ai cru, je suis tellement stupide/Laisse-moi te montrer, mon amour secret, est-il réel ? /Cupidon est tellement stupide". Le refrain de la version Twin, elle, utilise les paroles "J'ai donné une seconde chance à Cupidon/Mais maintenant je me sens stupide". Le groupe s'harmonise dans le chant, tandis que la seconde moitié de la chanson comprend un changement de tonalité et un couplet de rap interprété par Keena et Saena, absent de la version "Twin",. L'instrumentalisation comprend des synthés et des guitares. Molly Raycraft de The Guardian a décrit la chanson comme « une pop douce mais sardonique rappelant les succès d'Ariana Grande et Doja Cat » avec « un son nostalgique ».

## Réception et critiques
So Seung-geun d'IZM a attribué à Cupid 4,5 étoiles sur 5, écrivant que Fifty Fifty avait trouvé sa propre couleur. Le critique musical Kim Yoon-ha de Yes24 a noté comment Cupid a mis en valeur le chant, en le mettant au premier plan au lieu de considérer la voix comme l'un des nombreux instruments, déclarant que cette approche rappelait les chansons coréennes de la fin des années 2000 plutôt que la K-pop. Rolling Stone, sur sa liste de mi-année des meilleures chansons de 2023, a noté la chanson comme étant "délicieuse dans une simplicité gracieuse, passant sur un groove disco-pop qui a l'effervescence décontractée de la pop du début des années 2010, avec des voix qui respirent la fraîcheur, la confiance et la chaleur gagnante, même avec son rap au style de Doja". Le Billboard, en classant la chanson au 10e rang sur 50, l'a décrite comme "une chanson qui mélange harmonieusement des éléments de la K-pop contemporaine avec un groupe de filles américaines et la pop bubblegum des années 1960". NME l'a inclus dans une liste similaire, le qualifiant de "racontable et attachant" pour dépeindre les émotions et la tristesse de la fin d'un grand amour "sans les alourdir".

## Performances commerciales
Cupid a d'abord connu un succès mitigé dans son pays d'origine. En Corée du Sud, il a culminé à la huitième place du Circle Chart pour la semaine du 21 mai 2023. Elle est devenue l'une des premières chansons de K-pop non publiées sous l'un des « quatre grands » labels de K-pop – Hybe, YG, SM, JYP – à connaître un succès à l'échelle mondiale. Aux États-Unis, Cupid est initialement apparu sur le palmarès du Bubbling Under Hot 100 du Billboard au numéro 12 du palmarès daté du 25 mars 2023, 123 jours après leurs débuts. Cela a fait de Fifty Fifty le groupe de filles de K-pop le plus rapide à apparaître dans le classement, battant le précédent record de 156 jours détenu par NewJeans pour leur chanson Ditto. Elle figurait sur le Billboard Hot 100 au numéro 100 la semaine suivante, devenant ainsi la première du groupe a intégrer le classement. Fifty Fifty est devenu le groupe coréen le plus rapide à entrer dans le classement et le sixième groupe coréen à le faire après Wonder Girls, BTS, Blackpink, Twice et NewJeans. La chanson a culminé à la 17e place du classement le 20 mai 2023 et est devenue la chanson d'un groupe de filles de K-pop la plus longue du Billboard Hot 100 - un record détenu auparavant par la chanson Ice Cream de Blackpink et Selena Gomez, qui est apparu pendant huit semaines, après avoir été répertorié pendant 15 semaines consécutives,. Cupid a également fait ses débuts au huitième rang du palmarès Billboard World Digital Song Sales au cours de la semaine du 11 mars 2023, faisant de cette chanson la plus rapide à apparaître sur n'importe quel palmarès Billboard après les débuts de son groupe.
Au Royaume-Uni, le single a fait ses débuts à la 96e place du UK Singles Chart, faisant de Fifty Fifty le groupe de K-pop le plus rapide à entrer dans le classement. Après que la chanson soit entrée dans le top 40, faisant de Fifty Fifty le deuxième groupe féminin de K-pop après Blackpink ayant réussi à le faire, Cupid a ensuite atteint la huitième place du classement en mai 2023, faisant ainsi du groupe féminin le premier de K-pop à atteindre le top 10 du classement,. Elle a passé un total de 15 semaines dans le classement, dépassant Kiss and Make Up de Blackpink et Dua Lipa,. La chanson a également atteint en Australie la seconde place du ARIA Singles Chart ainsi que la première place en Nouvelle-Zélande. Cupid a atteint la deuxième place du classement Billboard Global 200, faisant de Fifty Fifty le cinquième groupe coréen à entrer dans le top 10 du classement après BTS, Blackpink, Big Bang et NewJeans,. Fifty Fifty est également devenu le troisième groupe de K-pop après BTS et Blackpink à figurer en tête du Billboard Global 200 américain avec Cupid au cours de la semaine du 27 mai 2023 et le premier groupe féminin à figurer en tête du classement avec une première chanson. Elle est restée en tête du classement pendant deux semaines,. La version "Twin" de Cupid était également la deuxième chanson de groupe de filles de K-pop la plus rapide derrière Pink Venom de Blackpink à atteindre 300 millions de téléchargements sur Spotify, atteignant cette barre symbolique 94 jours après la sortie de la chanson.

## Liste des pistes
- CD / téléchargements / streaming (The Beginning : Cupid)

1. Cupid – 2:54
2. Cupid (version "Twin") – 2:54
3. Cupid (instrumental) – 2:54
4. Cupid (version "Twin"), ft. Sabrina Carpenter – 2:54

- Téléchargements / streaming (version accélérée)

1. Cupid (Sped Up "Twin") – 2:25

- Téléchargements / streaming (version ralentie)

1. Cupid (version "Twin" ralentie) – 3:29
2. Cupid (version "Twin") – 2:54
3. Cupid – 2:54

- Téléchargements / streaming (Snack)

1. Cupid (version Snack "Twin") – 0:48
2. Cupid (version "Twin") – 2:54
3. Cupid – 2:54

## Distinctions
| Année | Auteur de la remise de prix | Catégorie de la nomination                | Résultat   | Ref.   |
| ----- | --------------------------- | ----------------------------------------- | ---------- | ------ |
| 2023  | MTV Video Music Awards      | Meilleur vidéoclip pour une chanson K-Pop | Nomination | [ 48 ] |
| 2023  | MTV Video Music Awards      | Chanson de l'été                          | Nomination | [ 49 ] |
| 2023  | The Fact Music Awards       | Meilleure musique - printemps             | Nomination | [ 50 ] |
| 2023  | Billboard Music Awards      | Top Global chanson de K-Pop               | Nomination | ,      |
| 2024  | Golden Disc Awards          | Best Digital Song (Bonsang)               | En attente | [ 54 ] |

## Crédits musicaux
Crédits adaptés de Melon.
- Fifty Fifty – chant
- Siahn – paroles, production, arrangements
- Ahin – paroles
- Keena (Fifty Fifty) – paroles coréennes (Version originale uniquement)
- Adam von Mentzer – production, composition, arrangement
- Mac Felländer-Tsai – production, composition, arrangement
- Louise Udin – réalisation, composition, arrangement
- Oh Sung-keun – mixage (Studio-T et The Givers)
- Cheon "bigboom" Hoon – mastering (SONICKOREA (assisté par Shin Sumin))

## Positions dans les charts
| Chart (2023)                                    | Peak position |
| ----------------------------------------------- | ------------- |
| Australie (ARIA)                                | 2             |
| Autriche (Ö3 Austria Top 40)                    | 36            |
| France (SNEP)                                   | 96            |
| Canada (Canadian Hot 100)                       | 6             |
| Croatie (HRT)                                   | 92            |
| Tchéquie (IFPI Rádio)                           | 50            |
| Allemagne (Media Control AG)                    | 51            |
| Global 200 (Billboard)                          | 2             |
| Grèce (IFPI)                                    | 53            |
| Hong Kong (Billboard)                           | 1             |
| Hongrie (Rádiós Top 40)                         | 17            |
| Inde (Billboard)                                | 17            |
| India International Singles (IMI)               | 1             |
| Indonesie (Billboard)                           | 1             |
| Israël (Media Forest)                           | 15            |
| Japon (Billboard Japan)                         | 16            |
| Lituanie (AGATA)                                | 16            |
| Luxembourg (Billboard)                          | 11            |
| Malaysie (Billboard)                            | 1             |
| Malaysia International (RIM)                    | 1             |
| MENA (IFPI)                                     | 5             |
| Pays-Bas (Tipparade)                            | 6             |
| Pays-Bas (Global Top 40)                        | 6             |
| Pays-Bas (Nederlandse Top 40)                   | 57            |
| Nouvelle-Zélande (RMNZ)                         | 1             |
| Norvège (VG-lista)                              | 17            |
| Paraguay (Monitor Latino)                       | 9             |
| Philippines (Billboard)                         | 2             |
| Pologne (Polish Streaming Top 100)              | 72            |
| Portugal (AFP)                                  | 48            |
| Singapoure (RIAS)                               | 1             |
| Slovaquie (IFPI Rádio)                          | 55            |
| République de Corée (Circle)                    | 7             |
| République de Corée (Circle) "Twin" version     | 78            |
| Albums sud-coréen (Circle) The Beginning: Cupid | 11            |
| Suède (Sverigetopplistan)                       | 58            |
| Suisse (Schweizer Hitparade)                    | 29            |
| Taïwan (Billboard)                              | 9             |
| Royaume-Uni (UK Singles Chart)                  | 8             |
| Royaume-Uni (UK Indie Chart)                    | 18            |
| US Billboard Hot 100                            | 17            |
| US Adult Contemporary charts (Billboard)        | 26            |
| US Adult Pop Airplay (Billboard)                | 9             |
| US Adult top 40 (Billboard)                     | 7             |
| US World Digital Song Sales (Billboard)         | 2             |
| US TikTok Top 50 (Billboard)                    | 49            |
| Vietnam (Vietnam Hot 100)                       | 1             |

| Charts (2023)                                    | Position |
| ------------------------------------------------ | -------- |
| République de Corée (Circle)                     | 9        |
| République de Corée (Circle) "Twin" version      | 83       |
| Albums sud-coréens (Circle) The Beginning: Cupid | 59       |

## Historique des versions
| Région                | Date            | Format                           | Version                                                    | labels                           | Ref.    |
| --------------------- | --------------- | -------------------------------- | ---------------------------------------------------------- | -------------------------------- | ------- |
| Monde                 | 24 février 2023 | Téléchargements / streaming      | Version originale ; Version "Twin" (ft. Sabrina Carpenter) | Attrakt, Interpark, Warner Korea | [ 105 ] |
| Monde                 | 21 mars 2023    | CD                               | Version originale ; Version "Twin" (ft. Sabrina Carpenter) | Attrakt, Interpark, Warner Korea | [ 106 ] |
| Monde                 | 10 avril 2023   | Streaming                        | Version "Twin" accélérée                                   | Attrakt, Warner Korea            | [ 107 ] |
| Italie                | 21 avril 2023   | Diffusion radiophonique          | Version "Twin"                                             | Warner                           | [ 108 ] |
| États-Unis d'Amérique | 9 mai 2023      | Radio à succès contemporaine     | Version "Twin"                                             | Warner                           | [ 109 ] |
| États-Unis d'Amérique | 5 juin 2023     | Radio contemporaine pour adultes | Version "Twin"                                             | Warner                           | [ 110 ] |
| États-Unis d'Amérique | 9 juin 2023     | CD                               |                                                            | Attrakt                          | [ 111 ] |
| Monde                 | 16 juin 2023    | Streaming                        | Version "Twin" ralentie                                    | Attrakt, Warner                  | [ 112 ] |
| Monde                 | 30 juin 2023    | Streaming                        | Snack Twin                                                 | Attrakt, Warner                  | [ 113 ] |